# Guy Dardenne
Guy Dardenne est un footballeur international belge, né le 19 octobre 1954 à Beauraing (Belgique).
Formé au Standard de Liège, il se révèle à La Louvière. Il est sélectionné pour la première fois en équipe nationale le 21 décembre 1977 (Belgique-Italie, 0-1) dans un match amical qui a lieu dans le stade de ses débuts, à Liège. Il est sur la feuille de match pour la finale des Championnats d'Europe 1980 à Rome mais il ne joue pas la partie.
Outre Lokeren, il joue au RWDM et au FC Bruges. Il revient ensuite au Standard de Liège

## Palmarès
- Finaliste de la Coupe de la Ligue Pro en 1974 avec le Standard de Liège
- Vainqueur de la Coupe de la Ligue Pro en 1975 avec le Standard de Liège
- 11 sélections et 0 but en équipe de Belgique entre 1977 et 1980
- Vice-champion d'Europe en 1980 avec la Belgique